# Librsvg
librsvg es una biblioteca open source de renderización de SVG que forma parte del proyecto GNOME. Está licenciada bajo LGPL.
librsvg emplea Cairo como back-end principal desde la versión 2.13.0. Está diseñada para ser usada por el escritorio GNOME, pero también la emplean otras aplicaciones para representar gráficos vectoriales en SVG.